# 230 (numero)
Duecentotrenta (230) è il numero naturale dopo il 229 e prima del 231.

## Proprietà matematiche
- È un numero pari.
- È un numero composto con otto divisori: 1, 2, 5, 10, 23, 46, 115 e 230. Poiché la somma dei suoi divisori è 202 < 230, è un numero difettivo.
- È un numero sfenico, ovvero è il prodotto di tre fattori primi distinti.
- È un numero nontotiente: non esiste nessun numero che abbia 230 numeri minori e coprimi.
- È la somma dei valori della funzione φ di Eulero per i primi 27 numeri naturali.
- È un numero odioso.
- È un numero di Harshad (in base 10), essendo divisibile per la somma delle sue cifre.
- È il numero dei gruppi spaziali in tre dimensioni.
- È parte delle terne pitagoriche (138, 184, 230), (230, 504, 554), (230, 552, 598), (230, 2640, 2650), (230, 13224, 13226).
- È un numero felice.
- È un numero congruente.

## Astronomia
- 230P/LINEAR è una cometa periodica del sistema solare.
- 230 Athamantis è un asteroide della fascia principale del sistema solare.

## Astronautica
- Cosmos 230 è un satellite artificiale russo.

## Altri ambiti
- L'additivo alimentare E230 è il conservante bifenile.
- +230 è il prefisso telefonico internazionale delle Mauritius.
- 230 Volt è un voltaggio diffuso in Unione europea.